# Синнигес-Ары (Анабар)
Синниге́с-Ары́ — небольшой остров на реке Анабар. Находится в Якутии, Россия.
Расположен в нижнем течении реки, ближе к левому берегу, напротив места начала протоки Думастай-Тёбюлеге.
Остров имеет удлинённую форму, вытянут с юга на север. Поверхность равнинная, перемежается редколесьем и песками. Центральная часть заболочена.
Соседствует с островом Ыстакан-Арыта, расположенным за протокой ниже по течению.